# Francisco Carreño
Francisco Carreño (1528, Triana Arrabal, en Sevilla, Andalucía, España – 27 de abril de 1579, Cuba) fue un navegante y almirante español que ejerció como gobernador de Cuba entre el 13 de febrero de 1577 y 1579.

## Biografía

### Carrera marinera
Francisco Carreño nació en 1528 en el Arrabal de Triana, en Sevilla, España. Su padre fue el marinero Bartolomé Carreño. Cuando tenía alrededor de siete u ocho años comenzó a navegar con su padre, siendo su primer destino la Provincia de Tierra Firme. 
En uno de esos viajes, cuando estaba en la isla de Santo Domingo, supo de los continuos ataques que los amerindios Caribes de otras islas cercanas ejercían sobre Puerto Rico, atacándola por la noche con sus piraguas, con el fin de ejercer sus costumbres de canibalismo en las personas que ellos atacaban. Además, durante estos ataques capturaban a algunos españoles residentes en la isla, cuyo paradero posterior pasó a ser un misterio. 
Así, junto a su padre, luchó en todas las campañas, hechas contra los caribes que atacaban Puerto Rico, en las islas de las cuales los atacantes eran originarios (Dominica, Martinica, Santa Lucía, Granada y Trinidad). Tras las campañas y la derrota de los caribes, que tuvieron que huir, se aseguró la paz en Puerto Rico. 
Mientras luchaba en las campañas, fue recogiendo determinadas perlas que solo había visto en esas islas, especialmente en el cabo de la Vela. Estas perlas mantenían las campañas y orientaba a aquellos barcos españoles que perdían el rumbo. Tras esto, abandonó los viajes con su padre y comenzó a viajar en solitario durante más de veinticinco años, en los mares del Sur, en la Península con caudales, en Tierra Firme y continuando con ellas por todo el mar mexicano y antillano.
Más tarde, en el istmo de Panamá, luchó contra los franceses que atacaron el municipio Nombre de Dios, después de que estos hubieran atacado Cartagena de Indias (en la actual Colombia). Así, organizó las defensas del municipio panameño y logró derrotarlos y hacerlos huir de allí. 
Además, fue enviado, junto a otros capitanes, a Venezuela por parte del rey Felipe II para reprimir la revuelta de Lope de Aguirre y sus cimarrones. Sin embargo, aunque logró finalmente alcanzarle, ya había sido ejecutado por los propios indígenas. 
El 8 de junio del año de 1573 fue designado almirante de la escuadra de don Pedro Menéndez de Avilés, en la cual estuvo un tiempo, dando provisiones, especialmente víveres, a los colonos de la Florida. Además, él escribió « Memorial, que dio al rey sobre el examen y ejercicio de artilleros de la navegación de Indias y visita de las naos de la misma carrera ». 
Carreño luchó contra los amerindios, corsarios y piratas en Nicaragua y Cartagena de Indias. Así, para recompensarle por el valor del que hizo gala en estas campañas, fue nombrado Gobernador de Panamá.
También participó en la Armada Invencible, luchando contra los ingleses. Sin embargo, la armada fue derrotada y Felipe II nombró a Carreño, el 13 de febrero de 1577, gobernador general de Cuba, cuando la capitanía isleña sufría de una gran pobreza pública.

### Gobernador de Cuba y últimos años
Así, llegó a la colonia antillana en 1577, la cual se encontraba en importantes problemas económicos a causa de la enorme malversación del anterior gobernador Gabriel de Montalvo, y del arquitecto Francisco Colona en el Castillo de la Fuerza Vieja. Así, para castigarlos por la malversación, envió a Montalvo encadenado a España, mientras que a Colona, al ser pobre, tener seis hijos y encontrarse endeudado, solo lo obligó reintegrar dos mil ducados en las arcas reales y construir una nueva cisterna para la fortaleza. Durante su administración, regularizó el uso habitual de la moneda y “organizó el envío de maderas a la Península” para construir El Escorial. Además, escribió un manual sobre la navegación en Indias. 
El castigo a Calona originó en éste un odio hacia el gobernador que lo impulsó a vengarse. Así, en 1579, el día de su cumpleaños, le envió de regalo un “plato de manjar blanco” que poseía veneno. Así, tras comérselo, Carreño enfermó y murió el 27 de abril de 1579. 
El día 25 de febrero de 1579, poco antes de su muerte, firmó un testamento que favorecía a su esposa Catalina de Rivera.